# Parco O'Higgins
Il Parco O'Higgins (in spagnolo  Parque O'Higgins, precedentemente conosciuto come Parque Cousiño) è un parco pubblico situato a Santiago del Cile. Si trova nel centro della capitale e occupa una superficie di circa 750.000 m².

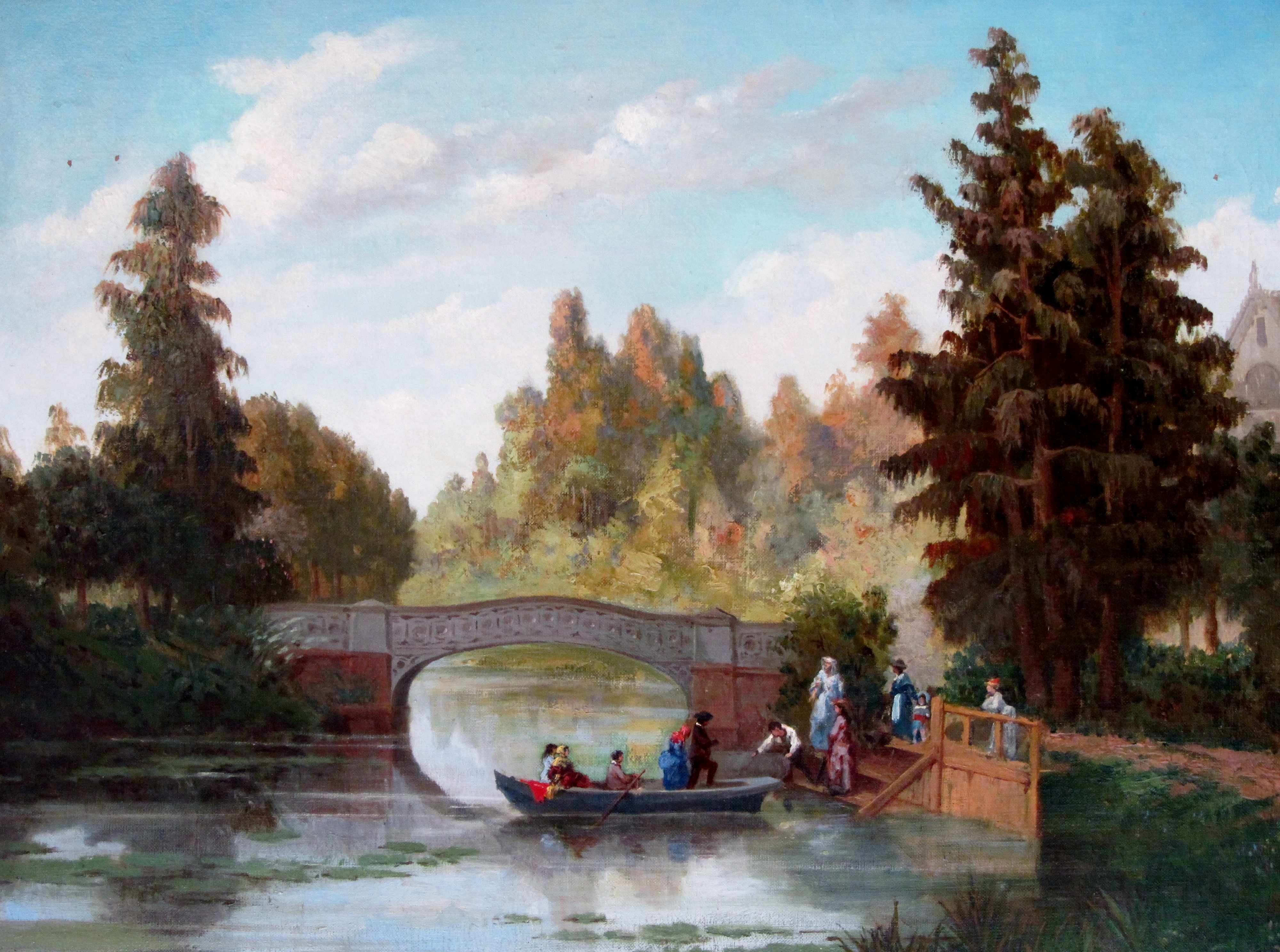
Dipinto di fine 1800 raggiunte la laguna del parco

Il parco è intitolato a Bernardo O'Higgins, uno dei padri fondatori del Cile.